# Пироговецька сільська рада
Пирогове́цька сільська́ ра́да — адміністративно-територіальна одиниця та орган місцевого самоврядування у Хмельницькому районі Хмельницької області. Адміністративний центр — село Пирогівці.

## Загальні відомості
- Територія ради: 39,51 км²
- Населення ради: 1 574 особи (станом на 2001 рік)
- Територією ради протікає річка Південний Буг

## Населені пункти
Сільській раді підпорядковані населені пункти:
- с. Пирогівці
- с. Прибузьке

## Склад ради
Рада складається з 16 депутатів та голови.
- Голова ради: Чернюк Володимир Анатолійович
- Секретар ради: Корчевна Любов Василівна

### Керівний склад попередніх скликань
| Прізвище, ім'я, по батькові   | Основні відомості                                                 | Дата обрання | Дата звільнення |
| ----------------------------- | ----------------------------------------------------------------- | ------------ | --------------- |
| Степанишин Іван Сергійович    | Сільський голова, 1950 року народження, освіта вища, безпартійний | 26.03.2006   | 31.10.2010      |
| Степанишин Іван Сергійович    | Сільський голова, 1950 року народження, освіта вища, безпартійний | 31.10.2010   | 22.01.2012      |
| Сімчук Олег Миколайович       | Сільський голова, 1963 року народження, освіта вища, безпартійний | 22.01.2012   | 16.12.2012      |
| Чернюк Володимир Анатолійович | Сільський голова, 1974 року народження, освіта вища, безпартійний | 16.12.2012   |                 |

Примітка: таблиця складена за даними сайту Верховної Ради України

### Депутати
За результатами місцевих виборів 2010 року депутатами ради стали:

#### За суб'єктами висування
| Суб'єкт висування                         | Кількість обраних депутатів | %    |
| ----------------------------------------- | --------------------------- | ---- |
| Самовисування                             | 14                          | 87,5 |
| Народна партія                            | 1                           | 6,3  |
| Українська республіканська партія «Собор» | 1                           | 6,3  |

#### За округами
| № округу                                  | Прізвище, ім'я, по батькові   | Дата визнання обраним | Освіта             | Партійна приналежність | Відомості про обраного депутата                       |
| ----------------------------------------- | ----------------------------- | --------------------- | ------------------ | ---------------------- | ----------------------------------------------------- |
| Народна Партія                            |                               |                       |                    |                        |                                                       |
| 16                                        | Топольська Юлія Вікторівна    | 05.11.2010            | незакінчена вища   | позапартійна           | Хмельницький національний університет, студентка      |
| Українська республіканська партія «Собор» |                               |                       |                    |                        |                                                       |
| 14                                        | Коновалов Микола Анатолійович | 05.11.2010            | вища               | позапартійний          | Тов"Юридична фірма Гавриленко та партнери ", юрист    |
| Самовисування                             |                               |                       |                    |                        |                                                       |
| 1                                         | Радзівон Надія Василівна      | 05.11.2010            | середня            | позапартійна           | Дослідне г-во «зоря», технікштучного осіменіння       |
| 2                                         | Баслик Микола Володимирович   | 05.11.2010            | середня            | позапартійний          | Хмельницьке лісомисливське г-во, водій                |
| 3                                         | Чернюк Володимир Анатолійович | 05.11.2010            | вища               | позапартійний          | Хмельницька ветлікарне, ветлікар                      |
| 4                                         | Красний Микола Дмитрович      | 05.11.2010            | середня            | позапартійний          | приватний підприємець                                 |
| 5                                         | Дяблова Олеся Петрівна        | 05.11.2010            | середня            | позапартійна           | тимчасово не працює                                   |
| 6                                         | Корчевна Любов Василівна      | 05.11.2010            | середня            | позапартійна           | Пироговецька сільська рада, секретар                  |
| 7                                         | Тютюнник Тетяна Петрівна      | 05.11.2010            | середня спеціальна | позапартійна           | Пироговецький дитячий садочок білочка, вихователь     |
| 8                                         | Коваль Олександр Тимофійович  | 05.11.2010            | вища               | позапартійний          | тимчасово не працює                                   |
| 9                                         | Стаднік Ніна Василівна        | 05.11.2010            | середня спеціальна | позапартійна           | Пироговецька сільська рада, бухгалтер                 |
| 10                                        | Мазур Михайло Іванович        | 05.11.2010            | середня спеціальна | позапартійний          | приватний підприємець                                 |
| 11                                        | Бідний Олександр Іванович     | 05.11.2010            | вища               | позапартійний          | Пироговецька загальноосвітня школа І-ІІІ ст., вчитель |
| 12                                        | Попович Майя Миколаївна       | 05.11.2010            | вища               | позапартійна           | тимчасово не працює                                   |
| 13                                        | Моїсеєв Сергій Миколайович    | 05.11.2010            | середня            | позапартійний          | Дослідне г-во «зоря», тракторист                      |
| 15                                        | Жулкевська Поліна Андріївна   | 05.11.2010            | середня спеціальна | позапартійна           | Червонозірський ФП, фельдшер                          |